# 李遮匐
李遮匐（?—?），西突厥十姓可汗阿史那都支的别帅。本是一部酋长，调露元年（679年），他和都支与吐蕃联合，攻打安西都护府，唐高宗诏命吏部侍郎裴行俭讨伐。裴行俭说现在唐朝大将刘审礼刚被吐蕃俘虏，请皇帝先不要发兵，可以智取，以护送波斯萨珊王朝王子为名，到遮匐、都支的驻区将他们擒获，唐高宗同意，以裴行俭推荐的肃州刺史王方翼为检校安西都护。高宗下诏命裴行俭送波斯王子卑路斯的儿子泥涅师，并安抚大食。裴行俭在西州（今新疆吐鲁番），找安西四镇的国王去打猎，阿史那都支没有怀疑，率子弟谒见，裴行俭遂擒都支，又执诸部渠长，一起押送碎叶城。然后挑选精锐骑兵，轻装前进，突袭李遮匐。途中，俘获阿史那都支从李遮匐处返回的使者还有与他同行的李遮匐的使者。裴行俭释放李遮匐的使者，让他先去通知李遮匐，说阿史那都支已经就擒，李遮匐也只好投降。裴行俭拘押阿史那都支和李遮匐回长安，留王方翼于安西修筑碎叶城。